# サザンリーグ
サザンリーグ（Southern League）は、アメリカ合衆国の南部で展開するマイナーリーグ（MiLB）のプロ野球リーグ。メジャーリーグ（MLB）の2つ下のAA級に属する。

## 歴史
1964年設立。北と南の二つの地区に分かれて試合を行う。
1998年からは10球団でリーグを開催していた。
2020年シーズンは、新型コロナウイルスの感染拡大の影響で開催中止となった
2021年シーズン開幕前に行われたマイナーリーグの改編に伴い、リーグの構成球団が8球団に縮小され、リーグ名が「ダブルAサウス」（Double-A South）に変更となった。
2022年よりリーグ名が元の「サザンリーグ」に戻された。

## 所属チーム
2022年
| 地区   | チーム                                                      | 提携先MLBチーム            | 本拠地                                                          |
| ------ | ----------------------------------------------------------- | -------------------------- | --------------------------------------------------------------- |
| 北地区 | バーミングハム・バロンズ Birmingham Barons                  | シカゴ・ホワイトソックス   | アラバマ州フーバー リージョンズ・パーク                         |
| 北地区 | チャタヌーガ・ルックアウツ Chattanooga Lookouts             | シンシナティ・レッズ       | テネシー州チャタヌーガ AT&Tフィールド                           |
| 北地区 | ロケットシティ・トラッシュパンダズ Rocket City Trash Pandas | ロサンゼルス・エンゼルス   | アラバマ州マディソン トヨタ・フィールド                         |
| 北地区 | テネシー・スモーキーズ Tennessee Smokies                    | シカゴ・カブス             | テネシー州コダック スモーキーズ・パーク                         |
| 南地区 | ビロクシ・シャッカーズ Biloxi Shuckers                      | ミルウォーキー・ブルワーズ | ミシシッピ州ハリソン郡ビロクシ MGMパーク                        |
| 南地区 | コロンバス・クリンストーンズ Columbus Clingstones           | アトランタ・ブレーブス     | ジョージア州コロンバス サイノバス・パーク                       |
| 南地区 | モンゴメリー・ビスケッツ Montgomery Biscuits                | タンパベイ・レイズ         | アラバマ州モンゴメリー モンゴメリー・リバーウォーク・スタジアム |
| 南地区 | ペンサコーラ・ブルーワフーズ Pensacola Blue Wahoos          | マイアミ・マーリンズ       | フロリダ州ペンサコーラ アドミラル・フェターマン・フィールド     |